# Alchemilla psilomischa
Alchemilla psilomischa är en rosväxtart som beskrevs av Werner Hugo Paul Rothmaler. Alchemilla psilomischa ingår i släktet daggkåpor, och familjen rosväxter. Inga underarter finns listade i Catalogue of Life.